# You Still Believe in Me
You Still Believe in Me è un brano musicale dei The Beach Boys, seconda traccia dell'album Pet Sounds pubblicato nel 1966.
Il testo della canzone, originariamente intitolata In My Childhood ("nella mia infanzia") come nostalgica incursione nell'infanzia, ha come autore il paroliere Tony Asher.
Nella versione mono, Brian Wilson canta insieme al fratello Carl, con la voce di Mike Love che si inserisce nei cori finali, mentre la versione stereo si caratterizza per la sola voce di Brian.

## Il brano
Questa fu la prima canzone di Pet Sounds per la quale Asher scrisse le liriche. La voce principale al canto è quella di Brian Wilson. 
Una delle particolarità del brano è il suono del campanello di una bicicletta che si sente appena prima dell'ultimo verso, «I wanna cry», che conserva quindi la connotazione infantile del brano voluta da Brian Wilson, autore della musica, oltre che arrangiatore e produttore (come del resto dell'album intero). Il ripetuto trillo del campanello venne tenuto nella versione finale della canzone poiché non era possibile eliminarlo dal nastro con la tecnologia in uso all'epoca.
Per ottenere l'originale sound dell'introduzione, Tony Asher spiegò che: «uno di noi entrava dentro il pianoforte per pizzicare le corde, mentre l'altro suonava sui tasti le note corrette».

## Musicisti
- Brian Wilson – voce solista, piano
- Carl Wilson – voce
- Dennis Wilson – voce
- Al Jardine – voce
- Mike Love – voce
- Bruce Johnston – voce
- Hal Blaine – batteria
- Jerry Cole – chitarra
- Al de Lory – clavicembalo
- Steve Douglas – clarinetto
- Bill Green – sassofono
- Jim Horn – sassofono
- Plas Johnson – sassofono
- Carol Kaye – basso
- Barney Kessel – chitarra
- Jay Migliori – clarinetto basso
- Lyle Ritz – contrabbasso
- Billy Strange – chitarra
- Julius Wechter – percussioni, incl. timpani
- Jerry Williams – percussioni